# Alexis Allart
Alexis Allart (Charleville-Mézières, 7 augustus 1986) is een Franse voetballer (aanvaller) die voor de Franse Derdeklasser USL  Dunkerque uitkomt. 

## Carrière
- 2005-2006: AS Monaco
- 2006-2007: CS Louhans-Cuiseaux
- 2007-2008: Excelsior Moeskroen
- 2008-2011: CS Sedan
- 2011-2012: US Boulogne
- 2012-2013: LB Châteauroux
- 2013-2014: Istres FC
- 2014-2015: Zonder club
- 2015: US Boulogne
- 2015-2016: CA Bastia
- 2016: TOT SC
- 2016-2017: AS Vitré
- 2017-2018: USL  Dunkerque